# روبرت واتس
روبرت واتس (بالإنجليزية: Robert Watts)‏ هو نحات وفنان ورسام أمريكي، ولد في 14 يونيو 1923 في برلنغتون في الولايات المتحدة، وتوفي في 2 سبتمبر 1988 في بنسيلفانيا في الولايات المتحدة.

## روابط خارجية
- روبرت واتس على موقع ديسكوغز (الإنجليزية)